# プーラ駅

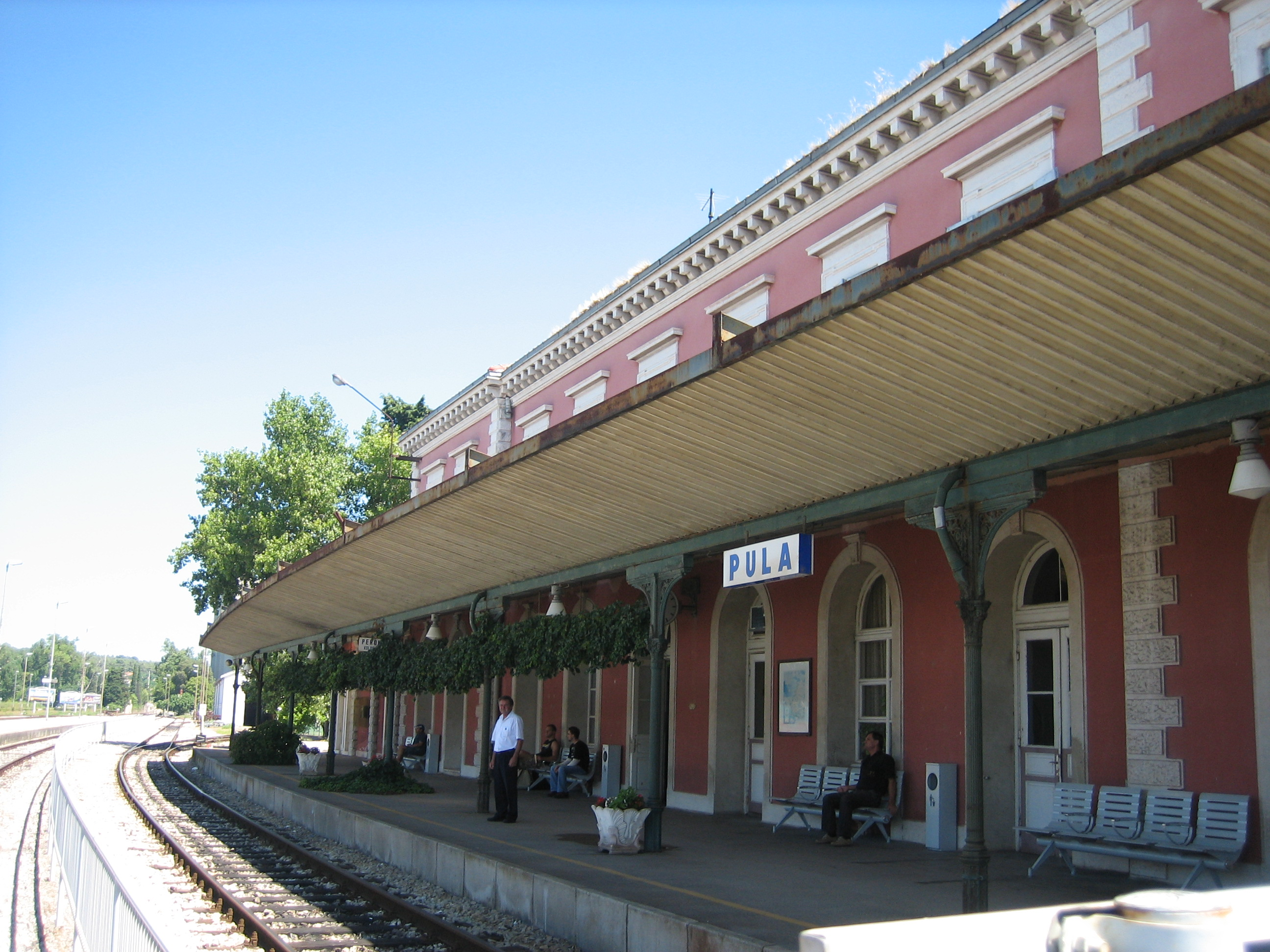
ホーム

プーラ駅（プーラえき、クロアチア語: Željeznički kolodvor u Puli）はクロアチア・プーラにある鉄道駅。地中海の海岸近くに立地しており、近くには旅客船の発着場なども存在する。軌間は1435 mmの標準軌である。

## 歴史
プーラまで鉄道が延伸された1876年にプーラ駅が開業した。
それ以前は、砂利道の陸路での輸送もあったものの、プーラ港を利用した海運が大きな役割を果たしていた。これに対して鉄道開通後は、鉄道を用いた貨物輸送がプーラの産業の発展につながっていった。鉄道は造船所への資材の運搬などにも利用され、造船所は鉄道開通前より効率的に稼動するようになった。
1904年にはプーラに路面電車が開業したが、路面電車は1934年に廃止された。
プーラ駅には旅客列車と貨物列車の双方が運行されているが、全盛期と比べると列車による輸送密度は低い。

## 駅周辺
プーラ駅から数百メートル圏内に、以下のような施設が存在する。
- 長距離バスターミナル - クロアチア国内だけではなく国境を越える国際バスが発着している[3]。
- プーラ港 - ブリユニ国立公園（クロアチア語版）やイタリアのベネチアへ向かう船が就航している。
- プーラ円形闘技場 - 1世紀に建設されたローマ時代の遺産。客席などは改修されており、2011年時点でも劇場として使用されている[4]。

## ギャラリー

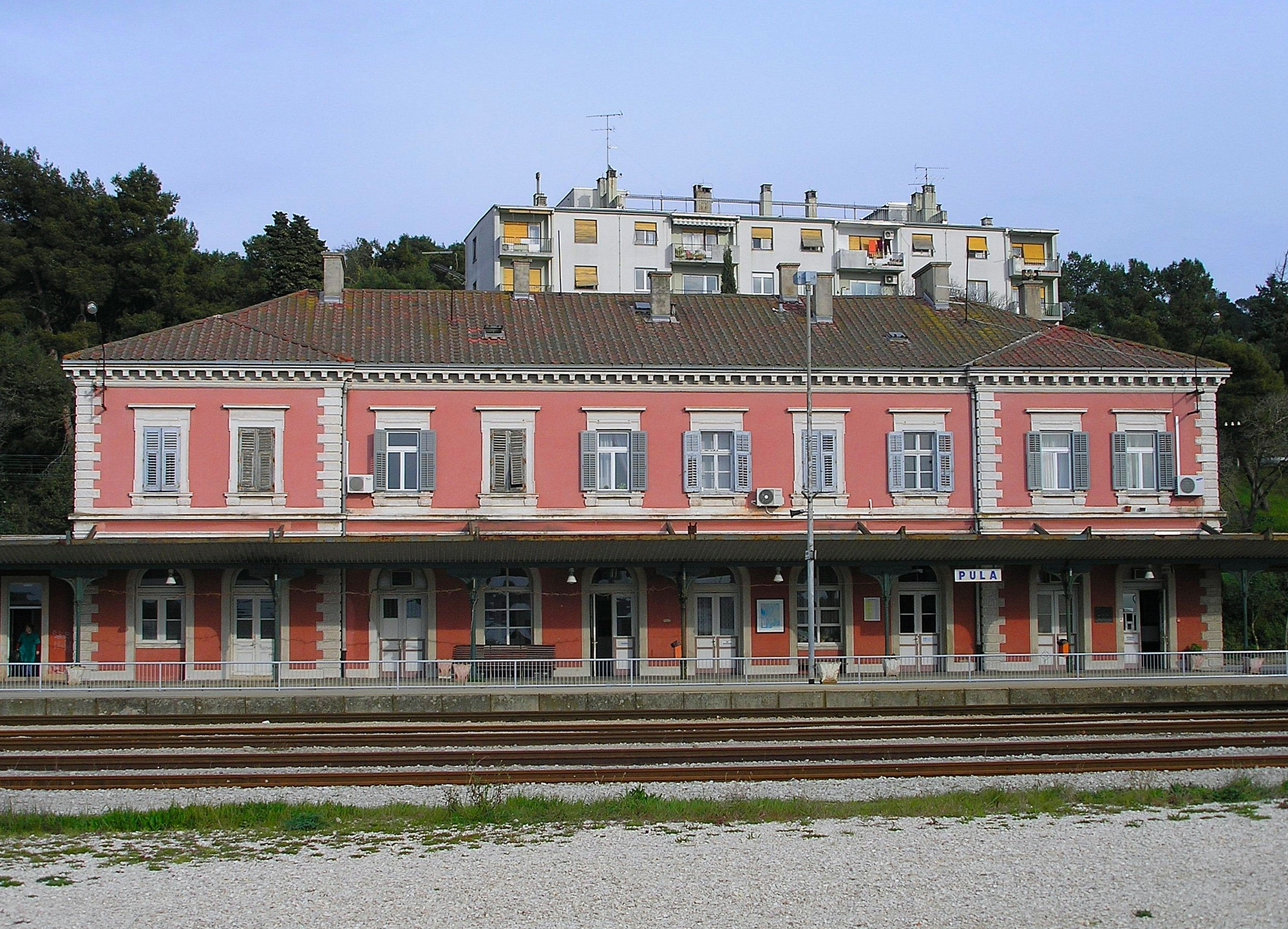
駅舎
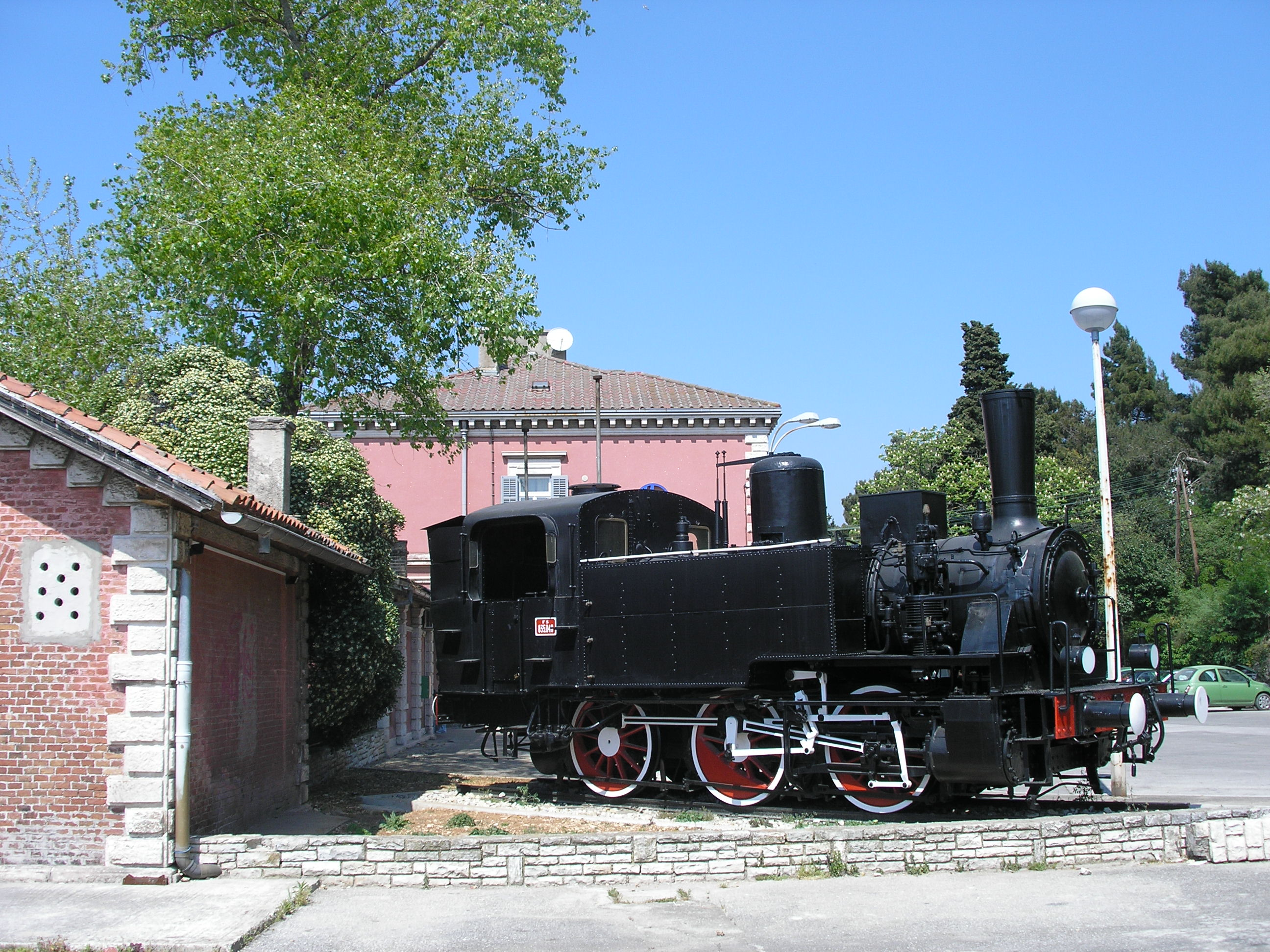
静態保存されている機関車
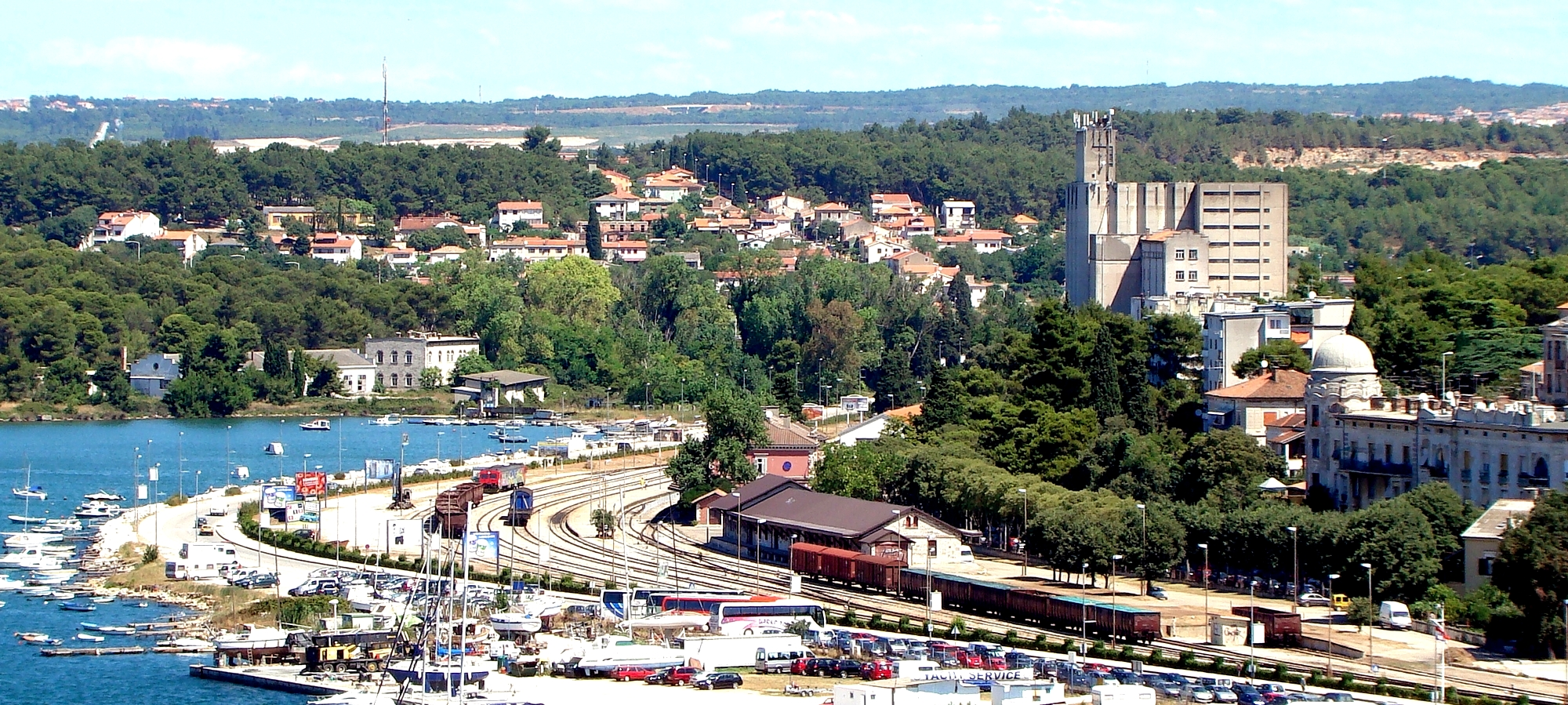
全景

## 貨物列車

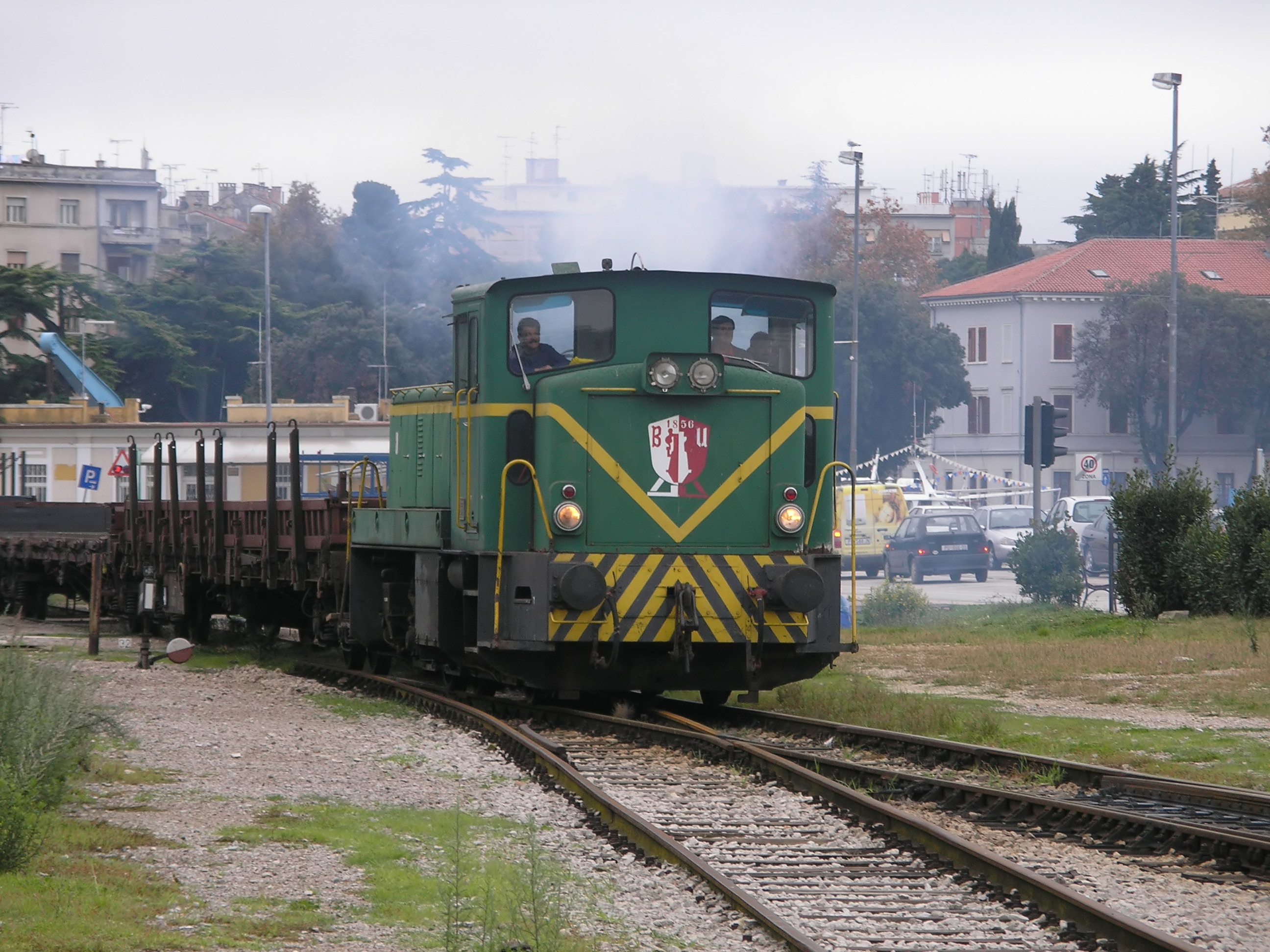
造船所のUljanikへと伸びる貨物線

客車はプーラ駅止まりであるものの、造船所のUljanikまで約1.3 kmの貨物線が現在も使用されている。

## 路面電車
プーラ駅はプーラの市街地の北側に位置している。1904年から1934年までは路面電車が運行されており、市街地の近くまで路面電車によるアクセスも可能だった。